# Chapadlovky

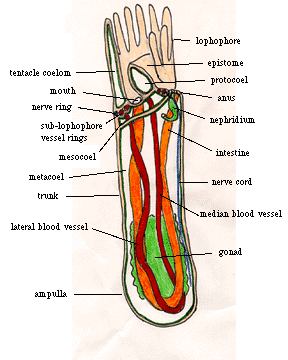
Schematický nákres stavby těla chapadlovky

Chapadlovky (Phoronida) je malý kmen (kolem 20 druhů) mořských přisedlých živočichů, žijících na dně v bahnitých sedimentech nebo přichycených ke skalám. Obývají mělčí moře celého světa (s výjimkou polárních oblastí) od přílivových zón až do hloubky kolem 400 metrů, většina druhů však preferuje hloubky do 70 metrů.
Tělo je červovitého tvaru, dlouhé 5–25 cm a umístěné v chitinové rource, která je povrchem těla sekretována. Trávicí trubice má podobně jako u příbuzných kmenů skupiny Lophotrochozoa tvar písmene U, takže řitní otvor ústí nedaleko otvoru ústního. Morfologicky nápadným znakem je lofofor tvořený věncem obrvených chapadel uspořádaných do tvaru podkovy, vzácně kruhovým. Ten slouží především jako nástroj pro získávání potravy: proud vody vytvořený obrvenými pásy buněk na povrchu chapadel vstupuje dovnitř lofoforu, odkud vystupuje úzkými štěrbinami mezi chapadly, na kterých jsou zachycovány drobné organické částice.

## Stavba těla
Tělo chapadlovek je podobně jako u příbuzných kmenů rozděleno na tři samostatné oddíly, každý s vlastní coelomovou dutinou (archimerie): přední prosoma obsahující protocoel je redukováno na malý epistom, malou kruhovou či poloměsíčitou klapku na hřbetní straně ústního otvoru.; mezosoma tvořeno především lofoforem s chapadly, do každého z nichž vybíhá kanálek mezocoelu, a válcovité metasoma tvořící vlastní tělo s párem velkých metanefridií, které fungují i jako pohlavní vývody.
Trávicí soustava se skládá z krátkého jícnu, ústícího do kulovitého žaludku a posléze střev, která ústí na povrch řitním otvorem umístěným v blízkosti úst (ovšem vně lofoforu).
Oběhová soustava je tvořena sestupnou tepnou a vzestupnou žílou, propojených navzájem sítí jemných vlásečnic; žíly se nacházejí i přímo v chapadlech.[zdroj?] Krev je bezbarvá, obsahuje však částice s barvivem podobným hemoglobinu, které napomáhá přenosu kyslíku.
Nervová soustava nemá zřetelné centrum, tvoří ji především ganglium mezi ústním a řitním otvorem, nervový prstenec na bázi lofoforu a jedno nebo dvě obří nervová vlákna vystupující z ganglia a táhnou se podél tělní stěny.